# Titan Klin
Titan Klin (ros. Титан Клин) – rosyjski klub hokejowy z siedzibą w Klinie.

## Historia
Dotychczasowe nazwy
- Chimik Klin (1953-1991)
- HK Titan Klin (od 1991)

Lodowisko klubu nosi imię i nazwisko wybitnego radzieckiego hokeisty, Walerija Charłamowa.
W przeszłości zespół Titana występował we Wschodnioeuropejskiej Lidze Hokejowej (w 2004 zdobył w niej puchar).
Był klubem farmerskim Atłanta Mytiszczi, a od czerwca 2013 pełni tę funkcję wobec Witiazia Podolsk.
Drużyną juniorską jest HK Klin występująca w rozgrywkach Mołodiożnaja Chokkiejnaja Liga B.
Po sezonie Wysszaja Chokkiejnaja Liga (2013/2014) klub opuścił ligę WHL wskutek problemów finansowych. Zdecydowano, że drużyna juniorska będzie występował w lidze MHL.

## Zawodnicy
W klubie występowali m.in. Andriej Dołgow, Pawieł Zdunow, Ilja Fiedin, Dmitrij Kagarlicki. Od 2013 graczem jest Ołeksandr Pobiedonoscew.